# Albert Lamm
Albert Lamm (* 1. Januar 1873 Berlin; † 18. Januar 1939 ebenda) war ein deutscher naturalistischer Maler.

## Leben und Arbeit
Albert Lamm war ein Kind von Clara, geb. Schirmer und Armand Max Hugo Lamm. Die protestantische Familie stammte ursprünglich aus Burgund und war nach Norddeutschland ausgewandert. Der Vater ließ sich 1886 scheiden und war später noch zweimal verheiratet.
Nach dem Besuch des Gymnasiums begann Albert Lamm eine Ausbildung in einer mechanischen Werkstatt. Dann studierte er zwei Jahre Mathematik und Physik am Polytechnikum in Berlin und Darmstadt, ohne dieses Studium zu beenden.
Von 1893 bis 1895 studierte er bei Eugen Bracht an der Akademie der Bildenden Künste Berlin Landschaftsmalerei. Von 1895 bis 1899 hielt er sich in Thüringen auf. Von 1899 bis 1901 ist Lamm Meisterschüler bei dem Landschaftsmaler Ludwig Dill.
Im Jahr 1901 nahm Lamm Wohnsitz in Muggendorf (Oberfranken), wo auch seine Mutter bis zu ihrem Tod im Jahr 1918 lebte. Albert Lamm war wohl relativ stark isoliert von der dörflichen Bevölkerung. Er verkehrte jedoch mit dem Berliner Maler Curt Herrmann und dessen Frau Sophie, die die Sommermonate in ihrem Besitz, dem unweit gelegenen Schloss Pretzfeld verbrachten. Kontakt pflegte er auch zu dem Nürnberger Fabrikanten Ignaz Bing und seiner Familie.
Durch noch nicht für die Forschung erschlossene Dokumente belegt sind vielfältige Kontakte und Aktivitäten Lamms im Umkreis der Berliner und der Münchener Secession.
Künstlerisch orientierte Lamm sich an Malern wie Wilhelm Leibl, Wilhelm Trübner, Lovis Corinth und Max Slevogt. Die neue Malerei (Expressionismus, Futurismus, Pechstein, van Gogh, Kandinsky) lehnte er vehement ab.
Albert Lamm meldete sich 1914 freiwillig zum Kriegseinsatz, jedoch wich seine anfängliche patriotische Kriegsbegeisterung bald der Ernüchterung. Lamm pflegte Typhuskranke in einem Lazarett, war als LKW-Fahrer in Frankreich eingesetzt. 1916 wurde er bei einem Autounfall verletzt und kehrte nach Muggendorf zurück.
Nach 25 Jahren in Muggendorf zog Albert Lamm 1926 wieder nach Berlin. Dort war er als Zeichenlehrer und Betreuer mehrere Jahre sehr engagiert beschäftigt in einem Jugend-Erwerbslosenheim (einem kommunalen Tagesförderangebot). Von den Erfahrungen dieser Zeit berichtet er in dem Buch Betrogene Jugend.
Die letzten Lebensjahre Lamms liegen noch weitgehend im Dunkel. Belegt sind einige Veröffentlichungen in Zeitschriften (wie in Kunst und Künstler). Am 18. Januar 1939 starb Albert Lamm in seiner letzten Wohnung in der Neuen Winterfeldstraße (Berlin-Schöneberg).
Albert Lamm wurde nach seinem Tod fast völlig vergessen. Ausstellungen sowie biografische Forschungen des Fränkische Schweiz-Museums Tüchersfeld machen seit einigen Jahren wieder auf ihn aufmerksam.